# La Renga: Totalmente poseídos
La Renga: totalmente poseídos es una película documental argentina de 2024 dirigida por Gustavo Napoli y Diego Stokelj. La película trata sobre la banda argentina La Renga y su vuelta a los escenarios en 2022.

## Reparto
- Gustavo Nápoli como Chizzo
- Gabriel Iglesias como Tete
- Jorge Iglesias como Tanque
- Manuel Varela como Manu

## Sinopsis
Cuenta la historia de un grupo de amigos que se lanzan a escribir las páginas de un diario que nunca se detiene. Montañas, valles, ríos y desiertos forman un mapa por el que navegan en moto, como han hecho durante más de 30 años.

## Estreno
La película se estrenó en cines argentinos el 7 de marzo de 2024.